# Willa przy ul. Sądowej 8 w Bytomiu
Willa przy ul. Sądowej 8 w Bytomiu – willa z 2. połowy XIX wieku w Bytomiu, wpisana do rejestru zabytków nieruchomych województwa śląskiego.

## Historia

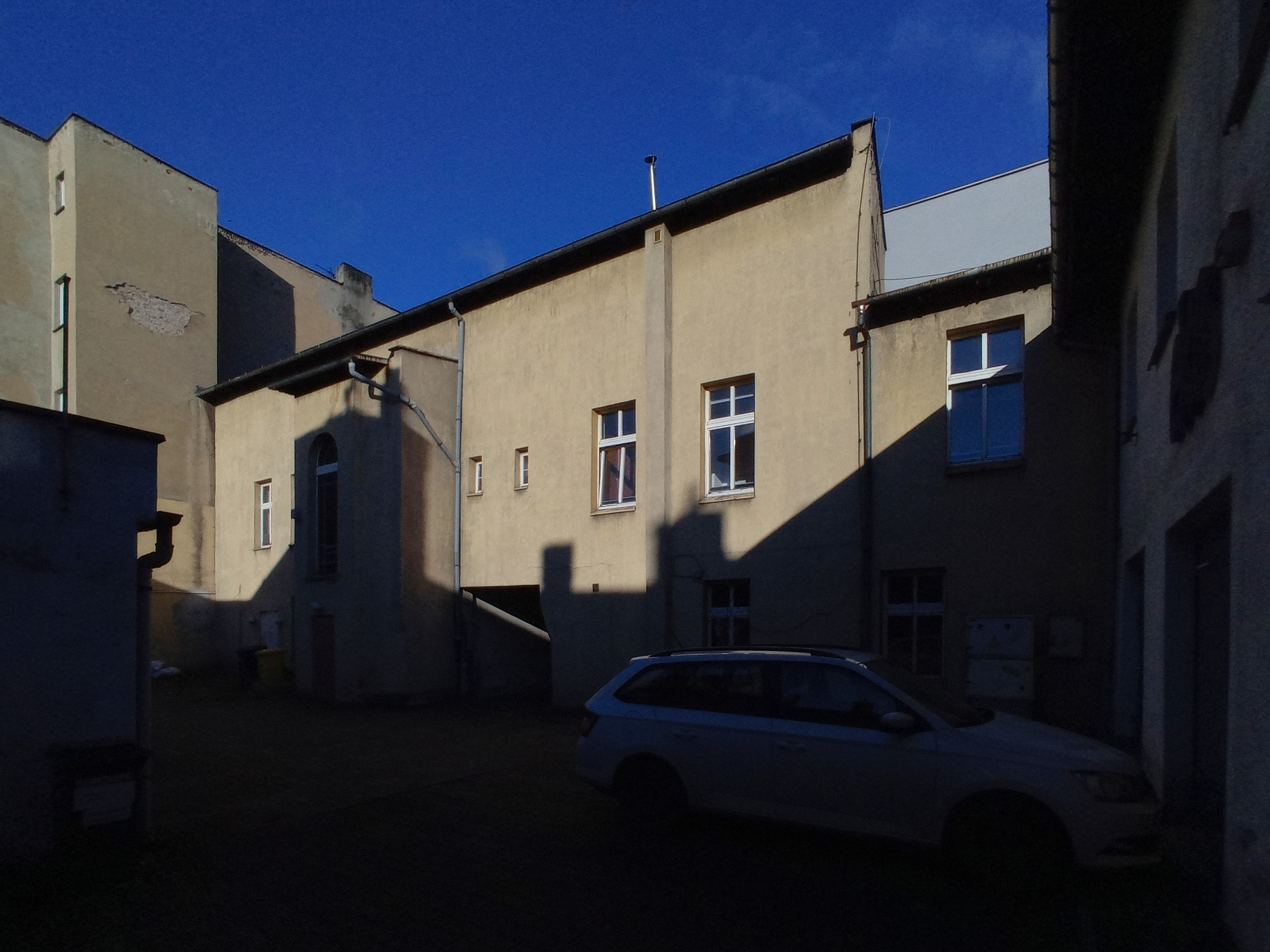
Widok od podwórza (2022)

Budynek wzniesiono w 1886 lub 1887 roku według projektu E. Würtemberga na miejscu budynku gospodarczego, który należał do Antona Kapsta. Pierwszym właścicielem willi był wspomniany Anton Kapst (1844–1921), bytomski rzeźbiarz i producent betonowych dekoracji architektonicznych. W 1903 roku budynek został podłączony do nowo powstałej sieci kanalizacyjnej. W 1904 roku ogród przy willi rozgraniczono od ulicy drewnianym parkanem. Zaplecze budynku wykorzystywano na potrzeby pracowni rzeźbiarsko-sztukatorskiej. Willa wraz z terenem zajmowanym pierwotnie przez ogród została wpisana do rejestru zabytków nieruchomych województwa śląskiego 30 listopada 1995 roku (nr rej. A/1617/95). Obiekt był użytkowany w latach 90. XX wieku przez Powszechną Spółdzielnię Spożywców „Społem”, następnie znajdował się tam oddział Banku Handlowego, a co najmniej od 2013 roku w budynku mieścił się oddział Zakładu Ubezpieczeń Społecznych oraz pralnia. W skrzydle budynku znajduje się salon urody. Od 25 stycznia 2019 budynek wykorzystuje I Zespół Kuratorskiej Służby Sądowej Wykonującej Orzeczenia w sprawach Karnych Sądu Rejonowego w Bytomiu.

## Architektura
Willa neorenesansowa, cofnięta do linii zabudowy, pierwotnie z ogrodem, jednopiętrowa. Nad przejazdem elewacja udekorowana hermami, wokół ościeży okien poddasza dekoracje rzeźbiarskie. W oknie klatki schodowej zachował się witraż gomułkowy z XIX wieku, przedstawiający bukiet polnych kwiatów.